# Comus (Händel)
There in blissfull shades and bow’rs (deutsch Dort in seligen Schatten und Lauben oder Comus HWV 44) ist der musikalische Epilog zu einer Aufführung des Schauspiels Comus von John Milton am Sitz des Earl of Gainsborough in Exton Hall, Exton, Rutland im Juni 1745.

## Entstehung
Obwohl Händel als Opern- und Oratorienkomponist fast fünfzig Jahre lang für die Londoner Theater tätig war, schrieb er nur wenig eigentliche Schauspielmusik für Theaterstücke. Das einzige größere Projekt war die Musik zu Tobias Smolletts Alceste (siehe Händels Alceste), doch fand die für 1750 im Covent Garden Theatre geplante Aufführung niemals statt. Allerdings war eine seiner ersten Opernouvertüren (zu Rodrigo) als Bühnenmusik für eine Wiederaufführung von Ben Jonsons The Alchemist im Jahre 1710 verarbeitet worden (siehe The Alchemist). Nur drei Lieder für Stücke von John Gay (The What D’ye Call It, 1715), James Miller (The Universal Passion, 1737) und William Congreve (The Way of the World, 1740) wurden speziell für das englische Theater komponiert und zu Händels Lebzeiten aufgeführt. 1745 komponierte er den Epilog für eine private Inszenierung von John Miltons Masque Comus.
Die Musik zu Comus ist eine Wiederentdeckung der Neuzeit. Betty Matthews veröffentlichte 1959 einige Briefe, in denen eine bis dahin unbekannte Reise erwähnt wird, die Händel im Juni 1745 zum Earl of Gainsborough nach Exton Hall in Rutland unternahm. Während seines Aufenthalts beschloss die Familie Gainsborough eine Freilichtaufführung von Comus – in nur leichter Abwandlung der von John Dalton und Thomas Augustine Arne verfassten Version von Miltons Maskenspiel, das in London ab 1738 erfolgreich war – und überredete Händel einen neuen musikalischen Epilog zu verfassen, der als

“[…] three songs made by Mr. Handel […] with the Chorus at the end of each of them.”

„[…] drei Lieder von Herrn Händel […] mit je einem Chorgesang an deren Schluss.“

vom Schriftsteller und Politiker Benjamin Martyn beschrieben wurde. Die Musik galt als verloren, denn ein großes Feuer hatte Exton Hall im Jahre 1810 zerstört und das Autograph möglicherweise mit verbrannt. Anthony Hicks entdeckte 1969 in der Stadtbücherei von Manchester, und zwar in der Newman Flower Sammlung, eine Abschrift, welche ursprünglich von Charles Jennens stammte. Der Titel lautet Serenata à 9, doch lässt die Nummerierung der Stücke von 21 bis 24 vermuten, dass dieser Titel sich auf Comus insgesamt bezieht und nicht nur auf Händels Epilog. Der Text geht auf Miltons Epilog, der letzten Rede des Attendant Spirit (Zeilen 984 bis 1011) zurück, in dem der Schutzgeist die himmlischen Regionen beschreibt, in die er nun bald zurückkehren wird.
Über die näheren Umstände, die zur Entstehung des Werkes führten, sowie über die Aufführung durch Händels Gastgeber und dessen Familie, informieren die von Betty Matthews wiedergefundenen Briefe, einen davon schrieb der Bruder des Earl of Gainsborough, James Noel, an den Earl of Shaftesbury:

“We had a Theatrical Entertainment here about a fortnight ago which was performed in Celebration of an Anniversary Festival. The piece was COMUS; but Dalton and Arne were judged not altogether equal to Handel and Milton in which opinion I am pretty sure your Lordship will concur. […] As Handel came to this place for Quiet and Retirement we were very loath to lay any task of Composition upon him.  Selfishness however prevailed; but we determined at the same time to be very moderate in our requests.  His readiness to oblidge soon took off all our apprehensions upon that account.  A hint of what we wanted was sufficient […] We laid our plan accordingly and reserved his Musick for an [?] at the close of this entertainment.  We likewise intermix’d the Poem with several of his former Compositions […] which I think gave it great life and beauty.  The whole scheme was concerted and executed in five Days […] Mr. Handel left us about ten days ago. He is gone to Scarborough and will visit us again in his return back, which he believ’d would not be long.”

„Wir hatten hier vor zwei Wochen eine Theater-Unterhaltung im Rahmen eines Jubiläums-Festivals. Das Stück war COMUS, aber Dalton und Arne rangierten nicht auf gleicher Höhe wie Händel und Milton. Ich bin mir ziemlich sicher, dass Eure Lordschaft da zustimmen würden. […] Als Händel hierher kam, um Ruhe und Erholung zu genießen, wollten wir ihm nur sehr ungern einen Kompositionsauftrag auferlegen. Selbstsüchtig beschlossen wir dennoch, an ihn mit einer sehr moderaten Anfrage heranzutreten. Seine Bereitschaft enthob uns all unserer Befürchtungen. Und ein Hauch dessen, was wir ursprünglich wollten, war ausreichend […] Wir machten eine entsprechende Planung und sahen seine Musik für einen [Epilog?] am Ende dieses Stückes vor. Ebenfalls verwendeten wir in dem Poem einige der früheren Kompositionen [Arne], […] was das Stück sehr lebendig und schön macht, wie ich denke. Das Vorhaben war in fünf Tagen abgestimmt und ausgeführt […] Herr Händel hat uns vor etwa zehn Tagen verlassen. Er ist nach Scarborough gegangen und wird uns bei seiner Rückkehr wieder besuchen, er glaubt auch, es wird nicht lange dauern.“

Eine weitere Aufführung in derselben Art erfolgte drei Jahre darauf, im Juli 1748.

## Die Masque

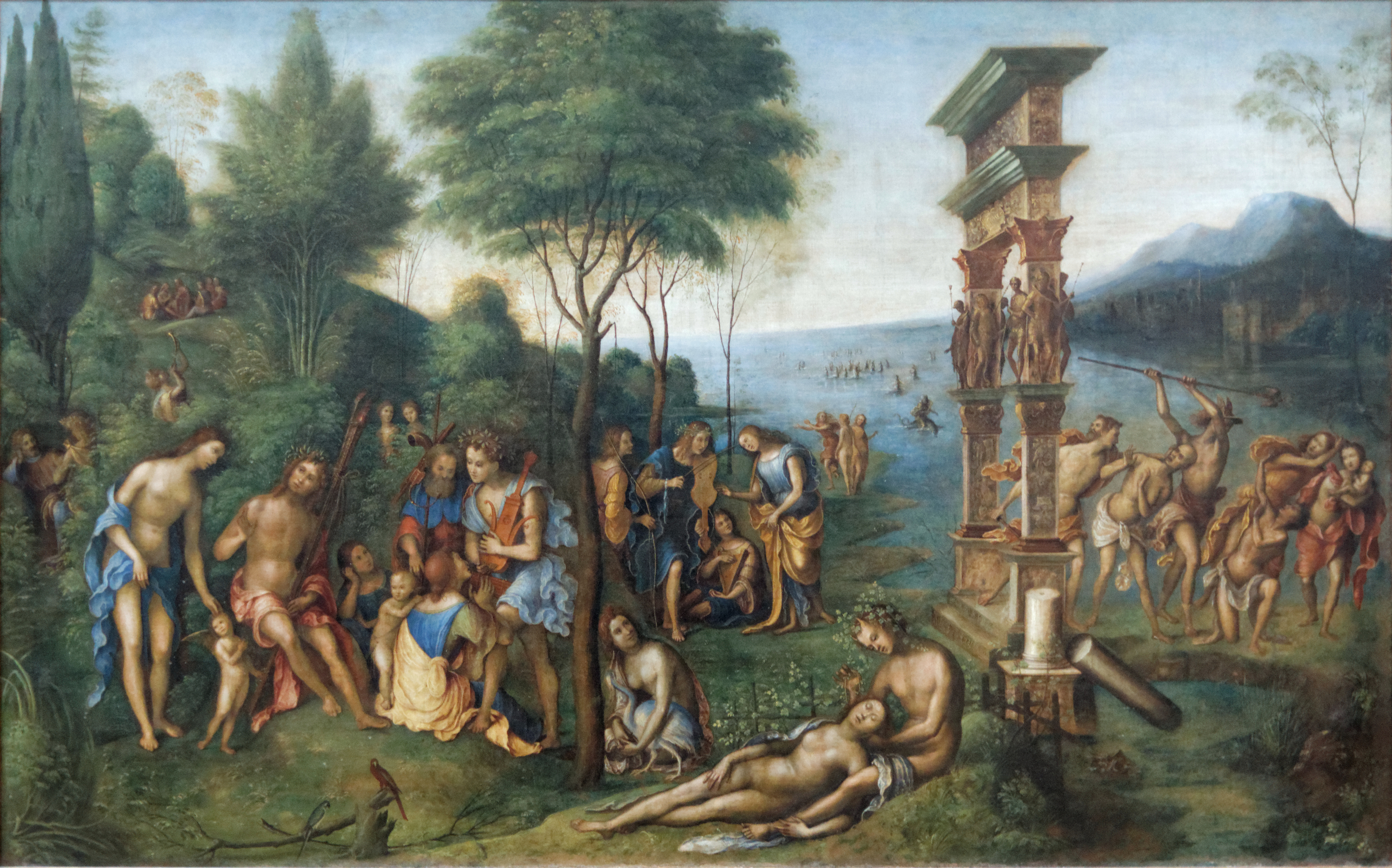
Il regno del dio Como, Lorenzo Costa, frühes 16. Jh., Louvre

John Miltons Werk mit dem originalen Titel A Mask presented at Ludlow Castle 1634: on Michelmas night, before the right honorable John, Earl of Bridgewater, Viscount Brackley, Lord President of Wales, and one of His Majesty’s most honorable privy council. wurde in Ludlow Castle, für den Earl of Bridgewater im Jahre 1634 geschrieben und erstmals am Michaelistag (29. September) 1634 aufgeführt, kurz vor der Feier zur Verleihung des Postens Lord President of Wales an den Earl. Die originale Schauspielmusik stammte von Henry Lawes, der auch den Attendant Spirit in dem Werk spielte.
Das Stück wurde dann 1637 anonym veröffentlicht und unter dem Namen Comus einhundert Jahre später, 1738 von Dalton und Arne für die Londoner Bühne angepasst, fortan sehr beliebt und lief in London für mehr als siebzig Jahre.
Die Geschichte erzählt von einem jungen Mädchen, welches im Wald verloren geht und den Zauberer Comus, Sohn des Bacchus und der Circe, trifft. Comus und sein Gefolge, die ausgelassenen Geister der Nacht, umschwärmen die Jungfrau und versuchen, sie mit allen möglichen Formen des sinnlichen Genusses zu verführen. Doch die Keuschheit siegt über die Versuchung: Sie bleibt standhaft und wird durch ihre beiden Brüder unter der Führung des Schutzgeistes, letztendlich mit Unterstützung der Flussgöttin Sabrina, befreit.

## Musik
Die Aufführungsdauer der Schauspielmusik beträgt etwa 16 Minuten.
Anscheinend führten Gainsborough (als Comus), seine beiden Töchter (auch als Sabrina und Attendant Spirit) und sein Sohn (als einer der Bacchanten) das Stück selbst auf, so dass sich die eröffnende Bass-Arie mit Rücksicht auf die begrenzten gesanglichen und darstellerischen Fähigkeiten des Earls zurückhaltend gibt, während die Sopran-Arien von ausgesuchter Qualität sind. There sweetest flowers (Nr. 3) vor allem ist ein einprägsames Beispiel für Händels reifen Pastoralstil, dessen entzückte Zufriedenheit von einer melancholischen Ader durchzogen wird.
Der Chorus Happy, happy, happy plains (Nr. 2), vorwiegend homophon gesetzt und nur vorsichtig durch kontrapunktische Abschnitte aufgehellt, wird nach jeder der drei Arien wiederholt, so dass die gesamte Sequenz eine unabhängige kleine Kantate bildet, die sich vom Rest der Masque absetzt. Der Stil des gesamten Serenata, nicht zuletzt dieser Chor, erinnert an Acis and Galatea.
Kaum ein Jahr später verwendete Händel fast die gesamte Musik aus Comus noch einmal in seinem Occasional Oratorio zu einer anderen Gruppe Miltonscher Texte, wobei die Musik viel von der Frische ihrer ursprünglichen Inspiration einbüßte.
In der Aufführung vom Juni 1745 wurde offenbar auch Qual portento mi richiama (Nr. 17 aus Alcina) als Anrufung des Schutzgeistes durch die Flussgöttin Sabrina (nach ihr wurde der englische Fluss Severn benannt) gesungen und muss sehr effektvoll gewesen sein.

## Text
| Air There in blissful shades and bow’rs Revels the gay, jocund Spring; There the rosy-bosom’d Hours All their choicest bounties bring. Winter never dulls the plains, There eternal Summer reigns. Chorus Happy, happy, happy plains! There eternal Summer reigns. Air There sweetest flowers of mingled hue, Water’d with Elysian dew, Live in everlasting bloom; And ever on his musky wings Balmy breezes Zephyr brings, Wafting round the rich perfume. Chorus Happy, happy, happy plains! There eternal Summer reigns. Air There youthful Cupid, high advanc’d, Holds his dear Psyche sweet entranc’d, After her wand’ring labours long; Till free consent the gods among Make her his eternal bride, And from her fair unspotted side Two blissful twins are to be born, Youth and Joy; so Jove hath sworn. Chorus Happy, happy, happy plains! There eternal Summer reigns. | Dort in seligen Schatten und Lauben ergötzt sich schwelgend der Lenz; wo die rosenbusigen Stunden ihre kostbarsten Gaben bringen. Der Winter trübt die Auen nicht, dort herrscht der Sommer ewiglich. Glücklich, glücklich, glückliche Auen! Dort herrscht der Sommer ewiglich. Die süßesten Blumen in allen Farben trinken dort den elysischen Tau, und leben in ewigwährender Blüte; auf seinen Moschusschwingen bringt Zephir balsamische Briesen, die den herrlichen Duft ausbreiten. Glücklich, glücklich, glückliche Auen! Dort herrscht der Sommer ewiglich. Der junge Cupido hält hoch dort oben seine teure Psyche in süßer Verzückung, nach mühevoll langer Wanderung; bis die beratenden Götter sich einig, sie auf ewig zur Braut ihm zu geben, und ihre makellos reinen Seite soll zwei holde Zwillinge gebär’n, Jugend und Freude; so schwor es Zeus. Glücklich, glücklich, glückliche Auen! Dort herrscht der Sommer ewiglich. |

## Struktur des Epilogs
| 1. Air. Basso (2 Vl, BC) There in blissful shades and bow’rs              |
| 2. Chorus. Canto I, II, Basso (2 Ob, 2 Vl, BC) Happy, happy, happy plains |
| 3. Air. Canto I (2 Vl, BC) There sweetest flowers of mingled hue          |
| 4. Chorus. Canto I, II, Basso (2 Ob, 2 Vl, BC) Happy, happy, happy plains |
| 5. Air. Canto II (2 Vl, BC) There youthful Cupid, high advanc’d           |
| 6. Chorus. Canto I, II, Basso (2 Ob, 2 Vl, BC) Happy, happy, happy plains |

## Besetzung und Orchester
Zwei Soprane, Bass, zwei Oboen, 2 Violinen, Basso continuo.

## Diskografie
- L’oiseau-Lyre (Decca) DSLO 598 (1982): Patrizia Kwella (Sopran), Margaret Cable (Mezzosopran), David Thomas (Bass)
Academy of Ancient Music; Dir. Christopher Hogwood (17 min)
- Signum Records SIGCD479 (2017): Eleanor Dennis (Sopran), Claire Bessent (Sopran), Benjamin Bevan (Bass)
London Early Opera; Dir. Bridget Cunningham (16 min)